# Eric Bana
Eric Bana (Melbourne, 9. kolovoza 1968.) je australski filmski glumac, hrvatsko-njemačkog podrijetla. Pravo ime - Eric Banadinovich

## Životopis
Nijemac po majci, Hrvat po ocu, Eric započinje karijeru 1991. godine nastupajući kao komičar u lokalnom baru u Melbourneu. Dvije godine kasnije pojavljuje se na televiziji nastupajući u seriji Full Frontal i svom vlastitom komičarskom showu The Eric Bana Show Live. Prvu filmsku (sporednu) ulogu ostvario je 1997. godine u The Castle. 2000. godine se ponovno pojavljuje u televizijskoj seriji, ovaj put u Something in the Air. Iste godine, u filmu Chopper utjelovljuje Marka Choppera Reada, kultnog kriminalca i ubojicu. Za ulogu u tome filmu dobio je od Australskog filmskog instituta nagradu za najboljeg glumca u glavnoj ulozi. 
Godine 2001. glumi u ratnoj drami Pad crnog jastreba pod palicom redatelja Ridleyja Scotta, a 2003. godine ostvaruje glavnu ulogu u Ang Leejevoj ekranizaciji strip junaka Hulka. U travnju iste godine započinje s radom na filmu Troja, inspiriranom Homerovom Ilijadom i to u ulozi Hektora, trojanskog princa. Filmski partneri su mu Brad Pitt i Orlando Bloom, velika imena Hollywooda. Za ulogu Hektora dobio je pozitivne kritike, te se moglo čuti kako je zasjenio i samog Brada Pitta. Troja je bila samo još jedna afirmacija velikog glumačkog talenta koji Bana posjeduje, iako se nikad nije glumački obrazovao.
Uspjeh je polučio i s filmom München, u kojem igra glavnu ulogu, i na kojem je surađivao sa slavnim redateljem Stevenom Spielbergom. Nakon Münchena radi na nekoliko filmova, među kojima je i Lucky You, u kojem glumi s Drew Barrymore i Robertom Duvallom, te Other Boleyn Girl, povijesna drama o sestrama Boleyn u kojoj glumi engleskog kralja Henrika VIII., a partnerice u filmu su mu mlade zvijezde Hollywooda - Natalie Portman i Scarlett Johansson.
U 2009. godin glumio je u filmu Žena vremenskog putnika po hit-romanu Audrey Niffenegger, u kojem Bana tumači glavnu ulogu.

## Vanjske poveznice
- Eric Bana u internetskoj bazi filmova IMDb-u (engl.)